# Кошачья лапка
Коша́чья ла́пка (лат. Antennária) — род травянистых растений семейства астровых (Asteraceae).
Научное латинское название происходит от лат. antenna — «усики, сяжки», по сходству хохолка обоеполых цветков с усиками насекомых.

## Ботаническое описание
Двудомные многолетние травы, реже полукустарнички, древеснеющие у основания, нередко мягко войлочно-опушённые. Различные виды рода бывают от 10 до 50 см высотой. Образуют рыхлые или густые дерновинки. Побеги стелющиеся и укореняющиеся, несущие розетки листьев, либо прямостоящие, отходящие от вертикального корневища, густо покрытого остатками старых листьев. Цветоносные побеги не ветвистые, большей частью прямостоячие.
Корневище горизонтальное или вертикальное, со шнуровидными, большей частью не ветвящимися корнями.
Прикорневые листья скученные при основании, часто лопатчатые или ланцетовидные до линейно-ланцетовидных и линейных. Стеблевые листья очередные, более менее прижаты к стеблю, немногочисленные (1-6), либо в значительном количестве, опушенные снизу или с обеих сторон, как и стебли, беловойлочные цельнокрайние, на верхушке часто с остроконечием или с перепончатым вытянутым придатком.
Корзинки диаметром от 2 до 8 мм, содержат от 20 до 100 цветков, собранных в щитковидные и головчатые соцветия, реже одиночные. Листочки обёртки черепитчато расположенные в несколько рядов, неравные гладкие, белые, розовые, коричневатые, бурые или оливковые. На верхушке окрашенные или бесцветные, у основания беловато-зеленоватые, почти жесткопленчатые. Наружные большей частью в нижней половине или трети шерстисто-мохнатые или голые, в верхней части иногда расширенные.
Цветки всегда однополые, на разных растениях различные — или только женские плодущие, или только мужские (обоеполые, но с недоразвитой завязью). Женские цветки с нитевидным трубчатым пятизубчатым венчиком, с хохолком из многочисленных сросшихся при основании равномерно тонких, слабо зазубренных волосков. Мужские цветки с широко-трубчатым или трубчато-ворончатым, расширенным кверху пятизубчатым венчиком, с хохолком из немногочисленных однорядные белых щетинок. Пыльники желтые, сросшиеся в тубку, наполовину выдающиеся из венчика. Женские цветки с двулопастным, более менее глубоко рассеченным на две доли рыльцем.
Семянки с паппусом («парашютиками»). Семена продолговатые цилиндрические, гладкие или покрытые мельчайшими сосочками. У кошачьих лапок апомиксис играет существенную роль. Из-за этого представления о количестве видов сильно разнятся.

## Распространение и экология
Широко распространенный, преимущественно арктический и высокогорный род. Растения встречаются в умеренных и северных районах Северного полушария, кроме вида Antennaria chilensis родом из Южной Америки.

## Классификация

### Таксономия[3]
Antennaria Gaertn., 1791, Fruct. Sem. Pl. 2: 410
Род Кошачья лапка относится к семейству Астровые (Asteraceae) порядка Астроцветные (Asterales). Кладограмма в соответствии с Системой APG IV:
|  |                                      |  |                                   |                                   |                    |  | ещё 10 семейств |               |                   |                                                                                |
|  |                                      |  |                                   |                                   |                    |  |                 |               |                   | 49 подтвержденных и 50 в статусе "непроверенных" видов и инфравидовых таксонов |
|  |                                      |  |                                   | порядок Астроцветные              |                    |  |                 |               | род Кошачья лапка |                                                                                |
|  |                                      |  |                                   | порядок Астроцветные              |                    |  |                 |               | род Кошачья лапка |                                                                                |
|  | отдел Цветковые, или Покрытосеменные |  |                                   |                                   | семейство Астровые |  |                 |               |                   |                                                                                |
|  | отдел Цветковые, или Покрытосеменные |  |                                   |                                   |                    |  |                 |               |                   |                                                                                |
|  |                                      |  | ещё 63 порядка цветковых растений | ещё 63 порядка цветковых растений |                    |  |                 | ещё 1804 рода | ещё 1804 рода     |                                                                                |
|  |                                      |  |                                   | ещё 63 порядка цветковых растений |                    |  |                 |               | ещё 1804 рода     |                                                                                |

## Виды
Некоторые из них:
- Antennaria alpina (L.) Gaertn. — Кошачья лапка альпийская
- Antennaria caucasica Boriss. — Кошачья лапка кавказская
- Antennaria dioica (L.) Gaertn. — Кошачья лапка двудомная
- Antennaria dioiciformis Kom. — Кошачья лапка двудомновидная
- Antennaria monocephala DC. — Кошачья лапка одноголовчатая